# Aphanius baeticus
Aphanius baeticus, en fisk i familjen Cyprinodontidae som finns sällsynt i södra Spanien.

## Utseende
Arten påminner mycket om spansk tandkarp, med 14 till 17 silverfärgade tvärstrimmor på bakre halvan av kroppen hos hanen, och svarta fläckar på sidorna hos honan. Hanen har dessutom ljusblåaktiga fenor, vanligtvis 4 till 5 mörka tvärstrimmor på stjärtfenan och mörkare kanter på bröst- rygg- och bukfenorna. Honan har en svart fläck på stjärtspolen och helt genomskinliga fenor. En skillnad mot den spanska tandkarpen är att hennes fläckar på sidorna är färre och större. Hanen kan bli upp till 3 cm lång, medan honan kan nå en längd av 5 cm.

## Vanor
Fisken lever nära bottnen i kustnära laguner, både med sötvatten och starkt salta sådana, i tidvattenskanaler och små vattendrag. Den föredrar vatten med dybotten. Födan består av djurplankton, mindre insekter, växtmaterial och detritus.

## Utbredning
Aphanius baeticus lever vid södra Spaniens atlantkust i floden Guadalquivirs nedre lopp samt i mindre vattendrag i samma område, inkluderande Doñana nationalpark.

## Status
Arten är klassificerad som starkt hotad ("EN", underklassifiering "A2ce") av IUCN, och beståndet minskar kraftigt. För närvarande finns den endast på 7 – 8 lokaler. Främsta orsakerna är vattenföroreningar och inplanterade arter, dels födo- och revirkonkurrenter som östlig moskitfisk och Fundulus heteroclitus, dels predatorer som röd sumpkräfta. Program för återplantering har startats, men IUCN ser ändå pessimistiskt på dess framtid.

## Kommersiell användning
Arten är en populär akvariefisk. Den anses känslig för surt vatten, men i övrigt är den en lättskött fisk. Temperaturkraven är små, den tål temperaturer från  2 till 30 °C och kan med fördel hållas utomhus i milt klimat. Den tar torrfoder, gärna med delvis vegetabiliskt innehåll, men bör få levande tilläggsföda som Artemia, Daphnia eller fjädermyggslarver.